# Haidar-Khan Amuogly

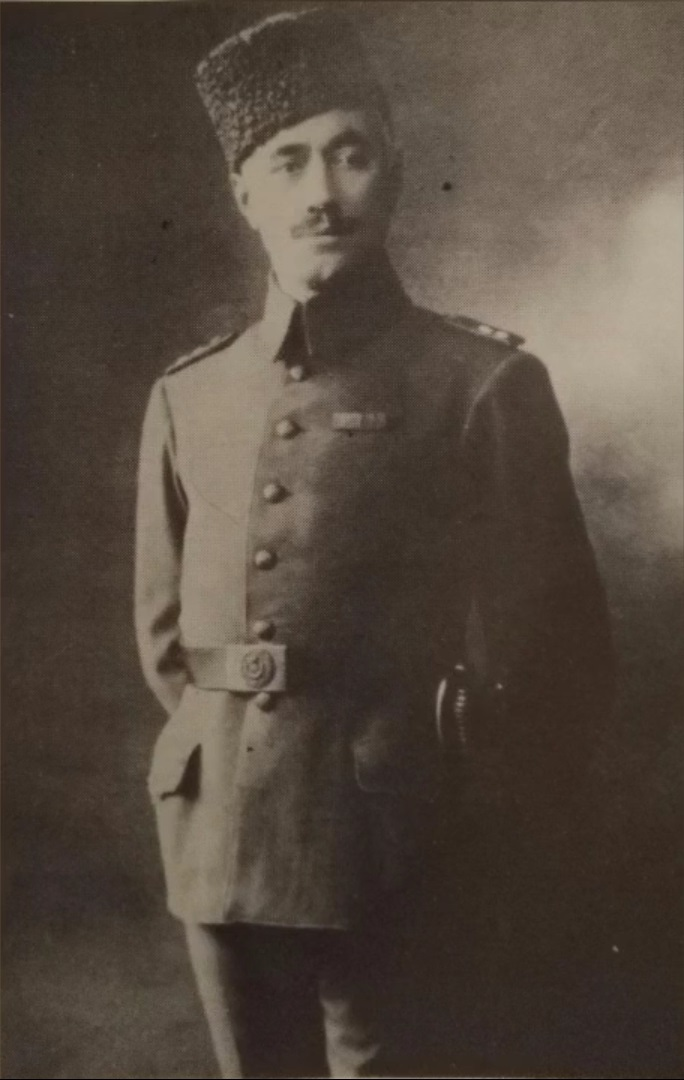
Haidar-Khan Amuogly

Haidar-Khan Amuogly Tariwerdijew (russisch Хайдар-хан Аму-оглы Таривердиев; * 20. Dezember 1880 in Urmia; † 15. Oktober 1921 in Gilan) war ein iranisch-russischer Elektroingenieur und Revolutionär aserbaidschanischer Herkunft.

## Leben
Haidar-Khans Vater war der aserbaidschanische Homöopathie-Arzt Ali-Akper Afschar, der 1886 mit seiner Familie aus dem Iran ins Russische Kaiserreich nach Alexandropol emigrierte. Haidar-Khan wuchs in Jelisawetpol auf und studierte dann am Polytechnischen Institut Tiflis. 1898 trat er in die Sozialdemokratische Arbeiterpartei Russlands ein. Nach dem Studienabschluss 1900 arbeitete er in Tiflis und Baku.
Als Haidar-Khan 1901 eingeladen wurde, ein Kraftwerk für den Imam-Reza-Schrein in Maschhad zu bauen, kehrte er in den Iran zurück. 1903 wurde er Direktor des Kraftwerks in Teheran. Dort gründete er 1905 die erste sozialdemokratische Gruppe mit 7 Personen. Von Anfang an arbeitete er mit Seyyed Hassan Taqizadeh und anderen iranischen Konstitutionalisten zusammen. Während der Konstitutionellen Revolution gründete Haidar-Khan in Teheran eine Abteilung der Sozialdemokratischen Partei des Iran. Haidar-Khans Gruppe und andere Gruppen iranischer Marxisten vereinigten sich mit der Sozialdemokratischen Partei des Iran. Haidar-Khan beteiligte sich an der  Konstitutionellen Revolution auch mit terroristischen Aktionen, wodurch er 1908 als der Bomber bekannt wurde. 1909 nahm er an dem Anschlag auf Mohammed Ali Schah teil. Während der zweiten Phase der konstitutionellen Bewegung schloss sich Haidar-Khan zusammen mit Mehmed Emin Resulzade der Demokratischen Partei Aserbaidschans an.
1911 wurde Haidar-Khan aus dem Iran ausgewiesen. Er kehrte in das Russische Kaiserreich zurück und emigrierte 1912 in das Osmanische Reich, wo er mit der jungtürkischen Regierung zusammenarbeitete. Bis 1914 lebte er hauptsächlich in Konstantinopel. Während des Ersten Weltkriegs kämpfte er als Offizier in den Reihen der protürkischen Mudschahedin Aserbaidschans. Er nahm an den Kämpfen gegen das russische 1. Kaukasische Kavallerie-Korps im Iran und die Britischen Kontingente teil. Die Bolschewiki in ihrem Kampf gegen die russische Regierung unterstützten heimlich das turanistische Projekt Der Weg nach Turan. Trotz der antiiranischen Haltung der jungtürkischen Regierung und der  Mudschahedin Aserbaidschans arbeitete Haidar-Khan mit dem Iranischen Komitee in Berlin zusammen.
Nach der Februarrevolution 1917 kam Haidar-Khan nach Petrograd, wobei er seinen Dienst bei den Mudschahedin Aserbaidschans verheimlichte. Nach der Oktoberrevolution ging er 1919 nach Zentralasien, um mit iranischen Emigranten in der sozialdemokratischen Organisation Adalat zusammenzuarbeiten. Er nahm am Kongress der Völker des Ostens im September 1920 in Baku teil. Nach der Gründung der Kommunistischen Partei des Iran wurde Haidar-Khan im September 1920 Leiter des Zentralkomitees, zu dem Awetis Sultan-Sade gehörte. Im Mai 1921 organisierte Haidar-Khan zusammen mit Dschaʿfar Pischewari in der Republik Gilan die kommunistische Bewegung. Haidar-Khan wurde in der Koalitionsregierung Mirza Kutschak Khans Kommissar für auswärtige Beziehungen. Am 15. Oktober 1921 kam Haidar-Khan mit seinen Genossen auf Einladung der Dschangal-Partisanen zur Sitzung des Revolutionskomitees, auf der sie von den Partisanen getötet wurden.